# 그레보족

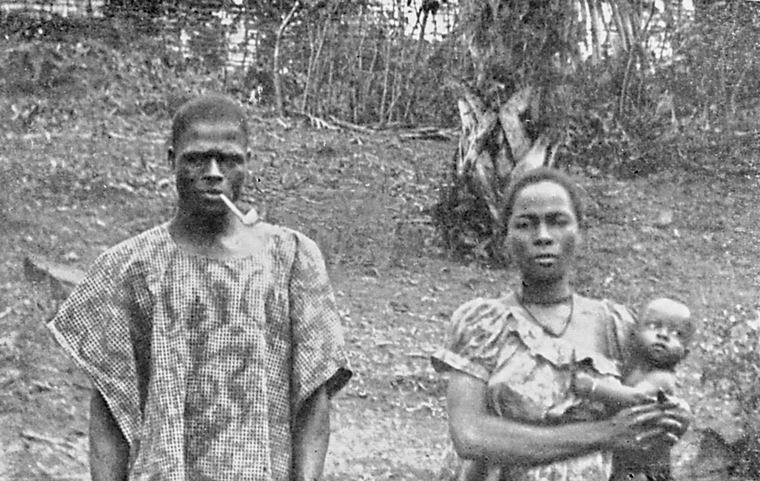
1906년 촬영된 그레보인 가족.

그레보족은 라이베리아에 거주하는 크루족계 민족이다. 대부분 메릴랜드주와 그랜드크루주에 거주한다. 코트디부아르에 거주하는 그레보족들은 크루멘족이라고 불리며, 이 두 민족은 서로 다른 언어를 사용한다. 2001년 기준 이들의 인구는 약 387,000명이다.

## 언어
그레보족의 언어인 그레보어는 크루어군에 속하며, 그레보인의 대부분이 모어로 사용한다. 타 크루어군 언어와 마찬가지로 성조가 중요한 역할을 한다.

## 문화
그레보족은 남성은 포로(Poro), 여성은 산데(Sande)라고 불리는 사회조직에 소속되는 전통이 있었다.